# Podhorce
Podhorce [pronunciación en polaco: /pɔtˈxɔrt͡sɛ/] es un pueblo ubicado en el distrito administrativo de Gmina Werbkowice, dentro del Condado de Hrubieszów, Voivodato de Lublin, en Polonia oriental. Se encuentra aproximadamente a 4 kilómetros al norte de Werbkowice, a 8 kilómetros al suroeste de Hrubieszów, y a 100 kilómetros al sureste de la capital regional Lublin.